# Arlene Donovan
Arlene Donovan (* 15. Juli 1927 in Newark, New Jersey; † 14. Februar 2024) war eine US-amerikanische Filmproduzentin, die für einen Oscar nominiert wurde.

## Karriere
Arlene Donovan war Filmproduzentin seit ihrer Beteiligung 1982 an dem Thriller In der Stille der Nacht von Robert Benton, mit Roy Scheider und Meryl Streep in den Hauptrollen. Danach wiederholte sich die Zusammenarbeit zwischen Regisseur und Produzentin mehrfach. Für ihre zweite Beteiligung an einem Film erhielt sie für Ein Platz im Herzen bei der Oscarverleihung 1985 eine Oscarnominierung in der Kategorie „Bester Film“. Die Auszeichnung wurde aber Saul Zaentz für Amadeus überreicht. Weitere gemeinsame Projekte mit Benton waren die Filmkomödie Nadine – Eine kugelsichere Liebe (1987) mit Jeff Bridges und Kim Basinger, der Gangsterfilm Billy Bathgate (1991) mit Dustin Hoffman, Nicole Kidman und Bruce Willis, die Filmkomödie Nobody’s Fool – Auf Dauer unwiderstehlich (1994) mit Paul Newman, Bruce Willis und Melanie Griffith, sowie der Thriller Im Zwielicht (1998) mit  Paul Newman, Susan Sarandon und Gene Hackman.
Die einzige Zusammenarbeit mit einem anderen Regisseur betraf Peter Yates und dessen Thriller Das Haus in der Carroll Street im Jahr 1988.

## Filmografie (Auswahl)
- 1982: In der Stille der Nacht (Still of the Night)
- 1984: Ein Platz im Herzen (Places in the Heart)
- 1987: Nadine – Eine kugelsichere Liebe (Nadine)
- 1988: Das Haus in der Carroll Street (The House on Carroll Street)
- 1991: Billy Bathgate
- 1994: Nobody’s Fool – Auf Dauer unwiderstehlich (Nobody’s Fool)
- 1998: Im Zwielicht (Twilight)